# Tešanjka (rijeka)
Tešanjka je desna pritoka rijeke Usore. Najveća je i naznačajniji pritok te rijeke.
Nastaje sutokom Mekiškog potoka i Raduškog potoka, gdje se jedan u drugog ulijevaju tvoreći rijeku Tešanjku na južnoj strani grada Tešnja. Samo rijeka Tešanjka protječe kroz grad Tešanj i od grada Tešnja teče u dužini od 9,5 km. Prosječne godišnje temperature zraka u općini Tešanj za period 1964. – 1984. godine su da prosječnu godišnju temperaturu od 9,9 °C imaju prostori s nadmorskom visinom ispod 200 m, prostori uz rijeku Usoru i rijeku Tešanjku. U svom toku prolazi kroz općine Tešanj. Ulijeva se u Usoru u mješotivom urbano-ruralnom naselju Tešanjci. Vodne, uglavnom riječne površine općine Tešnja uzimaju 23 hektara. Hidrografsku mrežu općine čine uz Tešanjku, dio rijeke Bosne (koja teče istočnim rubom općine) u dužini od oko 4 km, rijeka Usora u dužini od oko 14 km, s tim da je u dužini od oko 5 km općina Tešanj dijeli s općinom Usora. Površina sliva Tešanjke rijeke je 2,28 km2. Šume hrasta lužnjaka i običnog graba (Carpino betuli – Quercetum roboris incl. Genisto elatae – Quercetum roboris) zastupljene su u dolini ove rijeke. Najintenzivnije lociranje poslovnih centara na prostoru Općine Tešnja je osim samo grada Tešnja, i duž prometnica M-4 i R- 474, te nizvodno rijekom Tešanjkom (poslovna zona Villa).
Rijeka je zagađena otpadnim vodama iz kolektora koje se ispušta u rijeku kod skretanja za Bukvu.
Iz proizvodnih pogona u Industrijskoj zoni u Bukvi u ispuštaju štetne tvari i životinjsku krv. Neugodan miris i krvavo obojena rijeka ometaju kvalitetu života stanovnika naselja Bukve, Medakova, Novog Sela i Čifluka, osobito jer rijeka dalje protječe pored škole.

## Vanjske poveznice
- (boš.) Općina Tešanj Edina Kadušić: Monitoring rijeke Tešanjke , 12. rujna 2017.